# 笠松天神社古墳
笠松天神社古墳（かさまつてんじんじゃこふん）は、長崎県平戸市田平町小手田免（こてだめん）にある古墳。形状は前方後円墳。長崎県指定史跡に指定されている。
日本の本土部では最西端の前方後円墳として知られる。

## 概要
長崎県北西部、北松浦半島先端部の台地上に築造された古墳である。古墳域には笠松天神社が鎮座する。これまでに1988年（昭和63年）に発掘調査が実施されている。
墳形は前方後円形で、前方部を南東方に向ける。墳丘表面では葺石が認められる。埋葬施設は後円部中央で認められるが、盗掘に遭っており、現在は痕跡を残す状態である。発掘調査では、埋葬施設の残骸と見られる板石のほか、土器片数点のみが検出されている。
この笠松天神社古墳は、古墳時代前期の4世紀中頃の築造と推定される。日本の本土部では最西端の前方後円墳で、前方後円墳を象徴的墓制とするヤマト王権の影響力がその当時に当地まで及んだことを示す古墳であるとともに、長崎県本土部では数少ない前方後円墳（本古墳含め7基のみ）の1つでもある。
古墳域は2007年（平成19年）に長崎県指定史跡に指定された。周辺では同じく前方後円墳の岳崎古墳（平戸市田平町岳崎免）の築造も知られ、同古墳も笠松天神社古墳と同時に長崎県指定史跡に指定されている。

## 遺跡歴
- 1975年（昭和50年）、古墳として初めて認知[2]。
- 1976年（昭和51年）、測量調査[2]。
- 1988年（昭和63年）、発掘調査[2]。
- 2007年（平成19年）8月31日、長崎県指定史跡に指定[2]。

## 墳丘
墳丘の規模は次の通り。
- 墳丘長：34メートル
- 後円部
  - 直径：22メートル
  - 高さ：2.5メートル
- 前方部
  - 幅：14メートル
  - 高さ：1.4メートル

前方部の一部は道路建設により削平されている。

## 文化財

### 長崎県指定文化財
- 史跡
  - 笠松天神社古墳 - 2007年（平成19年）8月31日指定[2]。